# Luís Eduardo Magalhães (Bahia)
Luís Eduardo Magalhães é um município brasileiro do oeste do estado da Bahia, região Nordeste. É também conhecido como Pérola d'Oeste e pela sigla LEM.
Segundo a estimativa de 2024 do Instituto Brasileiro de Geografia e Estatística (IBGE), a população do município de Luís Eduardo Magalhães foi de 116 662 habitantes. É o município que apresentou o maior crescimento populacional na Bahia, entre 2010 e 2022, com aumento de 79,5%.
Luís Eduardo Magalhães tem como cidade-gêmea a cidade italiana de Varapodio.
Luís Eduardo Magalhães recebeu este nome em 1998, quando ainda era distrito de Barreiras. Em 2000, a localidade foi elevada à categoria de município com a mesma denominação. O nome é uma homenagem ao político Luís Eduardo Magalhães, filho do ex-governador da Bahia, Antônio Carlos Magalhães. Luís Eduardo faleceu em decorrência de infarto, em 1998.

## História

### Século XIX
Originalmente toda a região do oeste baiano, denominada Comarca do Rio de São Francisco, pertencia a Pernambuco até o ano de 1824, quando D. Pedro I transferiu a comarca para a Província de Minas Gerais como punição pela Confederação do Equador. Três anos depois, a região foi anexada provisoriamente à Província da Bahia, em 1827, permanecendo assim desde então. Este caráter provisório é um dos maiores vetores para a criação do Estado do Rio São Francisco chegando haver propostas protocoladas no Congresso para desmembrar o território da antiga comarca em um novo estado, todavia sem sucesso.

## Geografia
De acordo com a divisão regional vigente desde 2017, instituída pelo IBGE, o município pertence às Regiões Geográficas Intermediária e Imediata de Barreiras. Até então, com a vigência das divisões em microrregiões e mesorregiões, fazia parte da microrregião de Barreiras, que por sua vez estava incluída na mesorregião do Extremo Oeste Baiano.

### Bioma
O bioma de Luís Eduardo Magalhães é o Cerrado.

### Clima
O clima de Luís Eduardo Magalhães é tropical. No município, há a ocorrência de duas estações: chuvosa, que vai de outubro a abril, e a seca, com duração de maio a setembro. Mais de 90% das chuvas caem durante a estação chuvosa. Já na estação seca, quase não chove.
Segundo dados da estação meteorológica automática do Instituto Nacional de Meteorologia (INMET) no município, em operação desde abril de 2002, a menor temperatura registrada em Luís Eduardo Magalhães foi de 8,1 °C em 23 de julho de 2006 e a maior atingiu 38,4 °C em 5 de outubro de 2015. O maior acumulado de precipitação em 24 horas foi de 106,4 milímetros (mm) em 26 de abril de 2009. A maior rajada de vento chegou a 24,4 m/s (87,8 km/h) em 23 de fevereiro de 2012. O menor índice de umidade relativa do ar foi de 10% nos dias 4 de outubro de 2008, 22 de setembro de 2013 e em quatro ocasiões no ano de 2014, sendo duas em setembro (nos dias 19 e 28) e duas em outubro (16 e 17).
| Dados climatológicos para Luís Eduardo Magalhães                                                                              | Dados climatológicos para Luís Eduardo Magalhães | Dados climatológicos para Luís Eduardo Magalhães | Dados climatológicos para Luís Eduardo Magalhães | Dados climatológicos para Luís Eduardo Magalhães | Dados climatológicos para Luís Eduardo Magalhães | Dados climatológicos para Luís Eduardo Magalhães | Dados climatológicos para Luís Eduardo Magalhães | Dados climatológicos para Luís Eduardo Magalhães | Dados climatológicos para Luís Eduardo Magalhães | Dados climatológicos para Luís Eduardo Magalhães | Dados climatológicos para Luís Eduardo Magalhães | Dados climatológicos para Luís Eduardo Magalhães | Dados climatológicos para Luís Eduardo Magalhães |
| Mês | Jan                                              | Fev                                              | Mar                                              | Abr                                              | Mai                                              | Jun                                              | Jul                                              | Ago                                              | Set                                              | Out                                              | Nov                                              | Dez                                              | Ano                                              |
| --- | ------------------------------------------------ | ------------------------------------------------ | ------------------------------------------------ | ------------------------------------------------ | ------------------------------------------------ | ------------------------------------------------ | ------------------------------------------------ | ------------------------------------------------ | ------------------------------------------------ | ------------------------------------------------ | ------------------------------------------------ | ------------------------------------------------ | ------------------------------------------------ |
| Temperatura máxima recorde (°C)                                                                                               | 35,2                                             | 34,7                                             | 35,5                                             | 34,5                                             | 34,2                                             | 34                                               | 33,6                                             | 35,9                                             | 38                                               | 38,4                                             | 37,7                                             | 36,8                                             | 38,4                                             |
| Temperatura máxima média (°C)                                                                                                 | 29,5                                             | 29,4                                             | 29,6                                             | 30                                               | 30,1                                             | 30                                               | 30,6                                             | 32,3                                             | 32,7                                             | 31,3                                             | 29,9                                             | 29,6                                             | 30,4                                             |
| Temperatura média (°C) | 24,1                                             | 24                                               | 24,2                                             | 24,2                                             | 23,7                                             | 23,1                                             | 23,4                                             | 24,9                                             | 25,8                                             | 25,2                                             | 24,4                                             | 24                                               | 24,2                                             |
| Temperatura mínima média (°C)                                                                                                 | 18,7                                             | 18,7                                             | 18,8                                             | 18,4                                             | 17,3                                             | 16,2                                             | 16,3                                             | 17,6                                             | 19                                               | 19,2                                             | 18,9                                             | 18,4                                             | 18,1                                             |
| Temperatura mínima recorde (°C)                                                                                               | 15,1                                             | 16,2                                             | 13,1                                             | 11,6                                             | 10,6                                             | 9,1                                              | 8,1                                              | 8,9                                              | 9,6                                              | 14,3                                             | 15,3                                             | 15,9                                             | 8,1                                              |
| Precipitação (mm) | 202                                              | 258                                              | 233                                              | 130                                              | 20                                               | 1                                                | 1                                                | 1                                                | 41                                               | 102                                              | 263                                              | 259                                              | 1 511                                            |
| Fontes: Climate-data.org (médias) e Instituto Nacional de Meteorologia (INMET) (recordes de temperatura: 22/04/2002-presente) |                                                  |                                                  |                                                  |                                                  |                                                  |                                                  |                                                  |                                                  |                                                  |                                                  |                                                  |                                                  |                                                  |

## Demografia

### População
Segundo o Censo 2022 do IBGE, sua população é de 107 909 habitantes, sendo o 17° município mais populoso da Bahia, o segundo de sua microrregião, o 56° do Nordeste e o 288° do Brasil.

## Economia
Luís Eduardo Magalhães possui a sexta maior economia do estado da Bahia, estando caracterizada também como a 223ª maior economia do Brasil. Sua região é responsável por sessenta por cento da produção de grãos do estado, sua renda per capita é uma das maiores do Brasil. Segundo dados do IBGE, em 2018 seu Produto Interno Bruto foi de R$ 6 184 172,78 mil e o PIB per capita era de R$ 72 967,01 mil.
No ano de 2022, o município registrou um saldo positivo de 3.313 vagas de empregos, colocando-a como a 8ª colocada no ranking de geração de empregos no estado da Bahia.
Importante polo agrícola brasileiro, Luís Eduardo Magalhães é um dos maiores produtores de algodão, milho e soja do Brasil, e o maior exportador da Bahia.
Na economia, o município de Luís Eduardo Magalhães é um dos mais ricos da Bahia. Além do mais, a prefeitura tem uma das maiores arrecadações da região oeste do estado, com aproximadamente R$ 370 milhões anualmente. No entanto, a cidade apresenta uma grande desigualdade socioeconômica. É possível notar um forte contraste no centro dela, onde condomínios de luxo ficam lado a lado com bairros carentes e sem infraestrutura adequada.

### Indústria
A cidade contempla o Centro Industrial do Cerrado (CIC). Este local é designado para ampliar os investimentos industriais na cidade e após sua última ampliação em 2011, está designado com uma área de 290.000 metros quadrados. Além de benefícios fiscais, a prefeitura também está ampliando a oferta de energia com a Subestação CIC. A empresa Neoenergia Coelba está ampliando a oferta de energia, devido a demanda na região. A atual capacidade energética da cidade está em 133MVA, com potencial de 235 MVA até 2025.
Já estão instaladas 72 indústrias no Centro Industrial do Cerrado, os quais empregam mais de 2.100 trabalhadores diretamente. Novas obras de infraestrutura estão sendo realizadas para melhorar a drenagem e pavimentação.

### Comércio
A Cooperativa Cooperfarms Agribusiness está construindo a sua sede no bairro Jardim Imperial, o qual contará com 14 pavimentos e que servirá para comércios e escritórios do setor agropecuário. O lançamento foi no dia 09/03/2023.

## Turismo
O turismo em Luís Eduardo Magalhães é focado nas suas belezas naturais, já que o lugar não há muitos atrativos, como espaços de teatro e shopping centers, por exemplo.
O município é um dos cinco do Brasil que sediam um dos maiores eventos de equipamentos de alta tecnologia destinados ao agronegócio, a Agrishow.
Atualmente sedia também o Bahia Farm Show, que teve a sua primeira edição na cidade de Ribeirão Preto, e conta entre outras com a de Rondonópolis (MT) e Cascavel (PR).
No ano de 2023, o Bahia Farm Show conseguiu movimentar R$8,2 bilhões, em sua 17ª edição. Mais de 100.000 pessoas estiveram presentes no evento.

## Infraestrutura

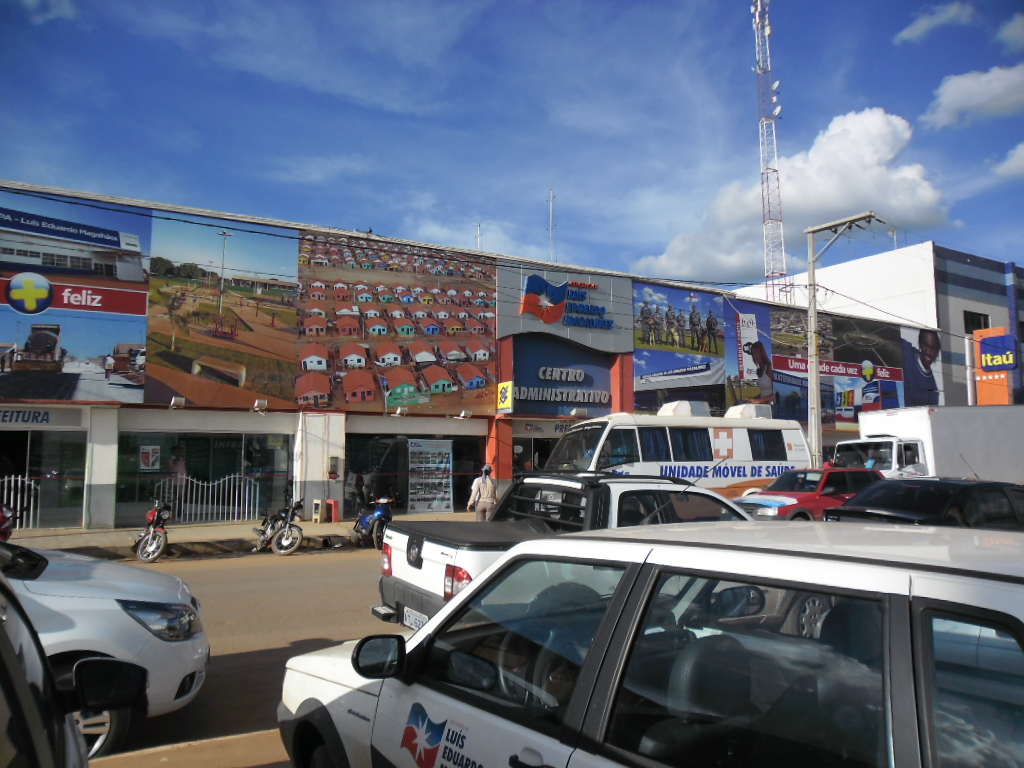
Centro administrativo

A arrecadação municipal é dirigida a investimentos dirigidos à população mais carente e de maior número. Os investimentos em saúde, educação e infraestrutura têm sido, relativamente altos mas ainda insuficientes. Nos últimos anos, a cidade tem passado por grandes mudanças, principalmente no que se diz respeito ao trânsito. De acordo com o TRE-BA (Tribunal Regional Eleitoral), o município possuía em 2018 cerca de 53.094 eleitores.
O aeroporto de Luís Eduardo Magalhães (ICAO: SWNB) está atualmente em projeto de requalificação de pista e construção do terminal de passageiros. Há uma estimativa de receber aviões da classe ATR-72 com até 70 passageiros. O investimento de aproxima-se de R$ 30 milhões. A pista apresenta comprimento de 2.000 metros e largura de 30 metros.
O Plano Diretor da cidade está inscrito na Lei Ordinária n° 791/2017, de 02 de Junho de 2017.

## Símbolos
Os símbolos do município de Luís Eduardo Magalhães são a bandeira, o brasão e o hino.

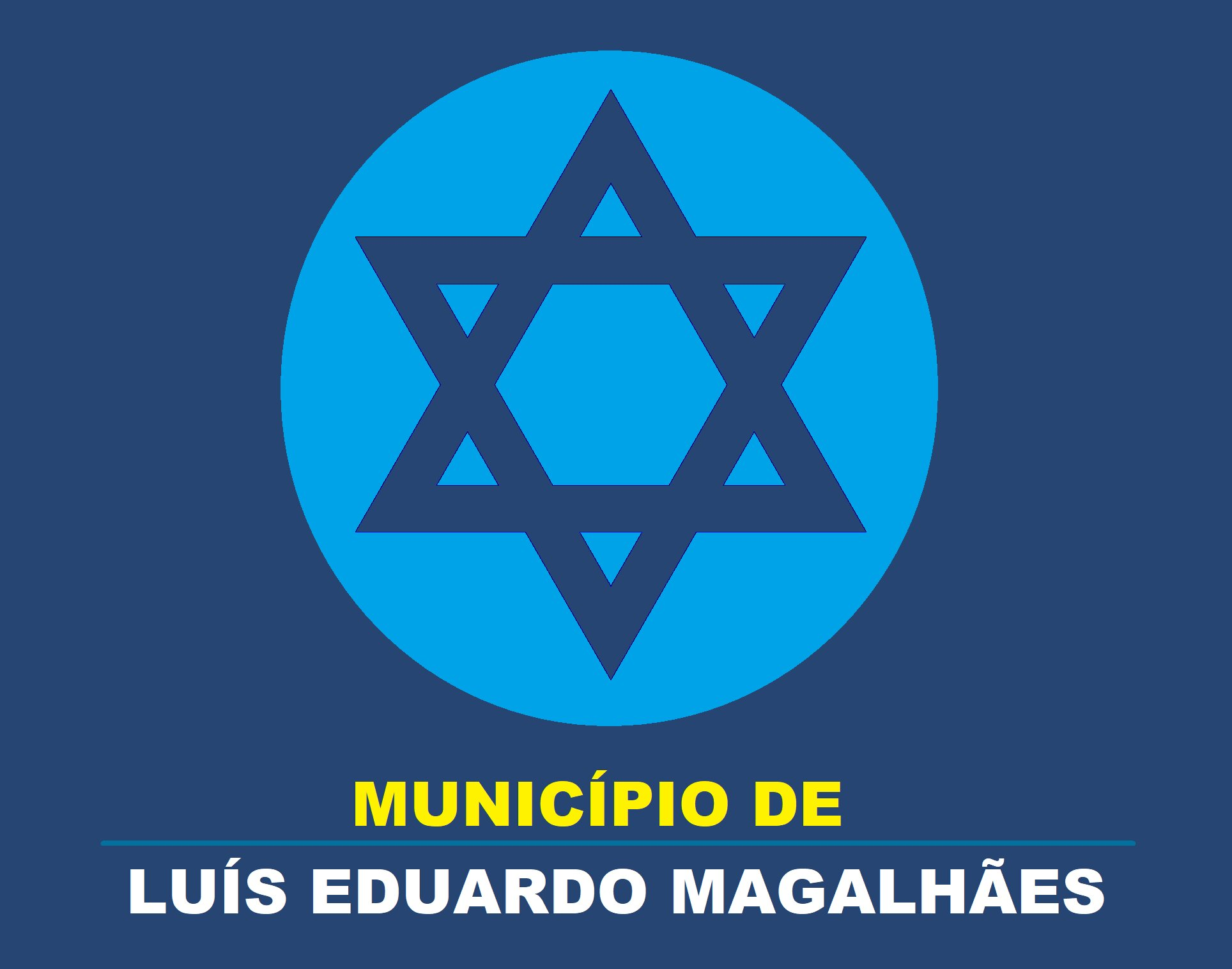
Primeira versão (2000 - 2002)
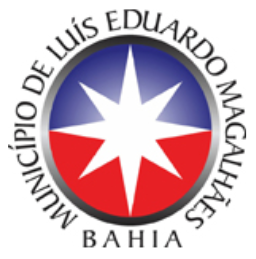
Segunda versão (2002 - 2021)
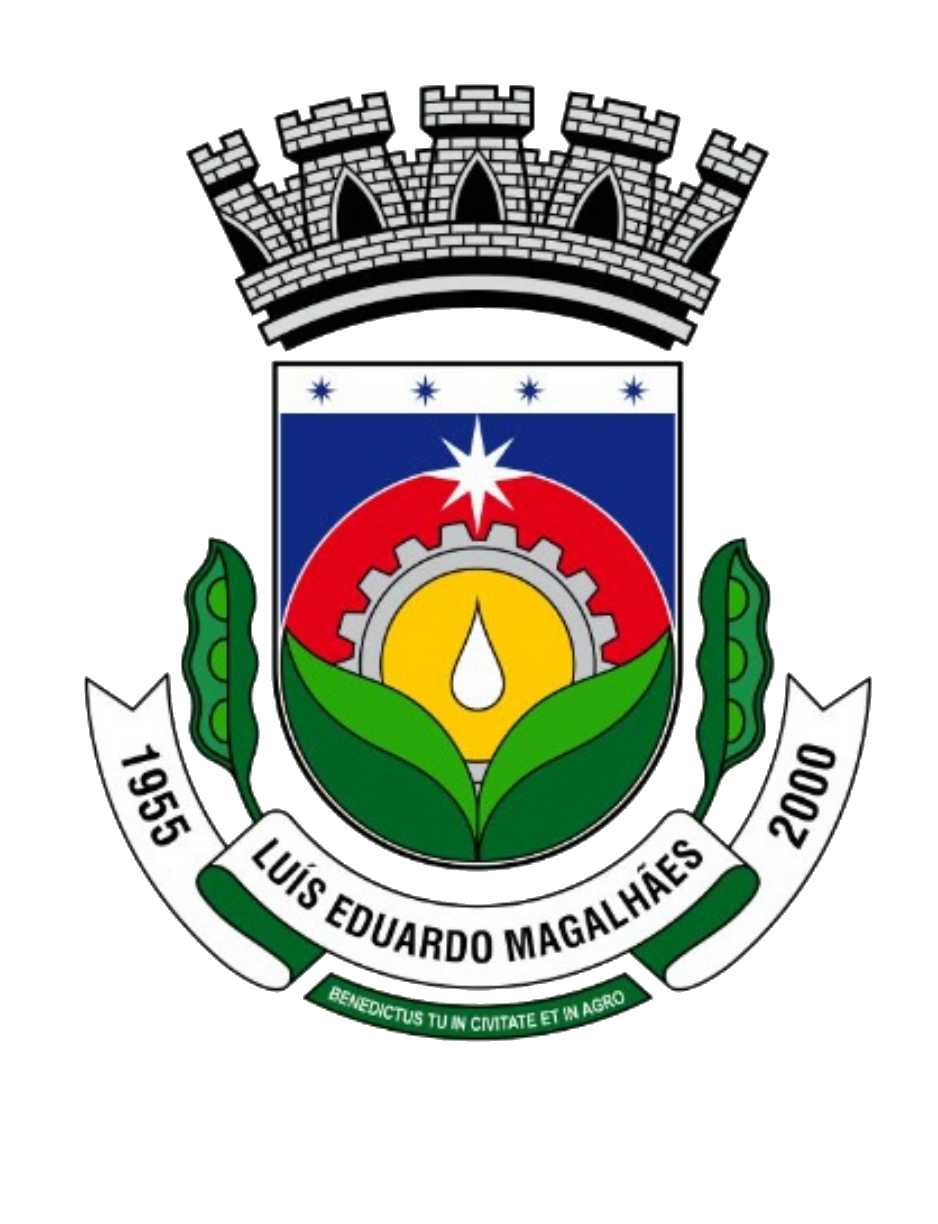
Terceira versão (2021)

## Política e administração

### Poder Executivo
O prefeito de Luís Eduardo Magalhães é Ondumar Ferreira Borges Junior, também conhecido como Junior Marabá, do Progressistas (PP), que assumiu o cargo em 2021 para seu primeiro mandato e foi reeleito em 2024, iniciando seu segundo mandato em 2025. O vice-prefeito é Franklin Willer Leite dos Santos, do União Brasil.

### Poder Legislativo
A Câmara Municipal de Luís Eduardo Magalhães é composta por 17 vereadores. Desde 2010 localiza-se na rua Octogonal, no bairro Jardim Imperial.

## Urbanização

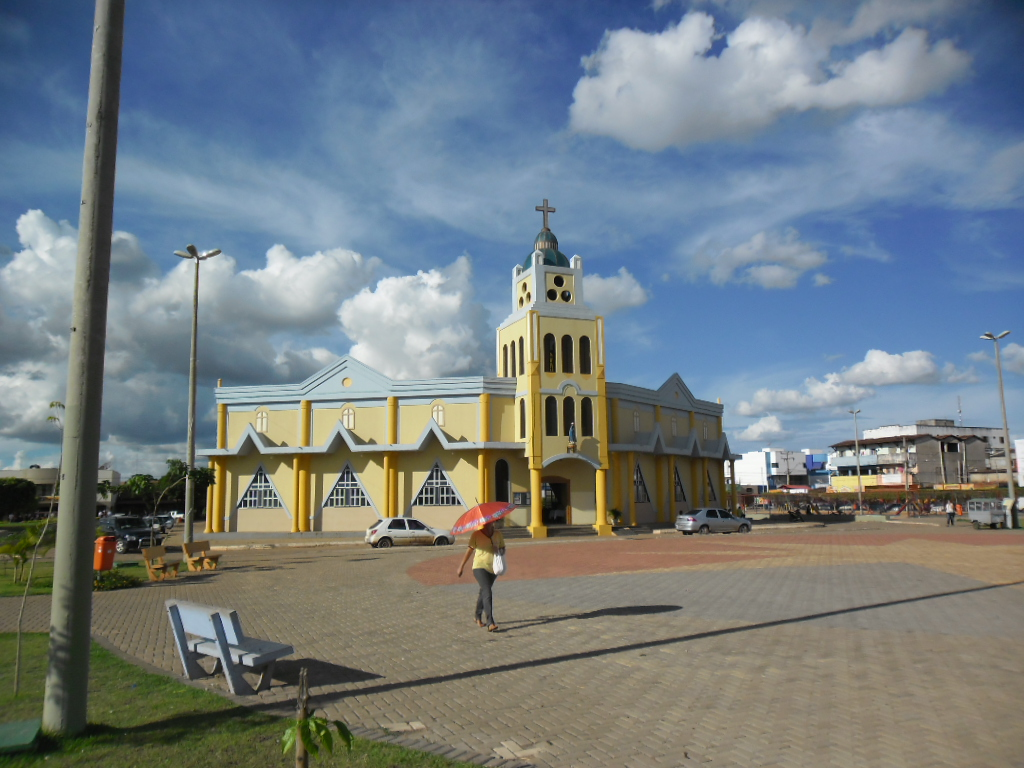
Igreja Matriz de Nossa Senhora Aparecida

Luís Eduardo Magalhães é uma cidade de urbanização relativamente nova, idealizada nos anos 80 e isso significa que a sua zona urbana está em desenvolvimento. Na última década, diversas transformações socioeconômicas ocorreram nessa região ligadas à ampliação da infraestrutura viária, logística e energética, tendo entre outras consequências o surgimento de polos de expansão da fronteira agrícola baseados na adoção de tecnologias agropecuárias de alta produtividade.

### Cobertura de água
Como toda cidade em grande desenvolvimento, Luís Eduardo tem muitos problemas de infraestrutura tais como tratamento de esgoto, galeria de águas pluviais, pavimentação asfáltica e habitação para famílias de baixa renda. Entretanto, nos últimos anos, com investimentos do governo estadual, a cidade atingiu cobertura de 100% das residências com abastecimento de água tratada, atingindo 45.000 domicílios. Foram necessários investimentos de mais de R$30 milhões.

### Saneamento
A cidade de Luís Eduardo Magalhães é uma das cidades baianas com maior cobertura de saneamento. Entre 2014 e 2022, houve investimentos de R$28,2 milhões com melhoria de cobertura de saneamento básico e ligações de água. A cidade conta com mais de 300.000 metros de instalações. Mais de 78% da população está coberta com o serviço de saneamento básico.

### Hospedagem
A rede hotéis Ibis, do grupo Accor, deve construir um hotel no centro da cidade de Luís Eduardo Magalhães. A possível localização seria próximo da Avenida JK e Avenida Salvador.

## Cultura

### Gastronomia
A culinária de Luís Eduardo Magalhães é influenciada pela cultura gaúcha, refletindo-se no consumo frequente de churrasco em bares, hotéis e restaurantes.

## Subdivisões

### Distritos
Com relação a distritos, Luís Eduardo Magalhães é composta pelo distrito-sede e pelo distrito do Novo Paraná, com o qual conta com uma subprefeitura. Além do mais, conta com vários povoados.

### Bairros e loteamentos
| Loteamentos                              | Data de Aprovação |
| ---------------------------------------- | ----------------- |
| Mimoso do Oeste                          | 12/03/1984        |
| Cidade Santa Cruz                        | 01/07/1986        |
| Cidade Santa Cruz II                     | 22/01/1987        |
| Jardim Paraíso                           | 21/11/1988        |
| Chácaras Santa Cruz I e II               | 29/04/1991        |
| Mimoso do Oeste 2ª Etapa                 | 08/12/1992        |
| Jardim das Acácias                       | 13/08/2001        |
| Jardim Imperial                          | 14/12/2001        |
| Jardim das Acácias II                    | 11/01/2002        |
| Jardim Paraíso II                        | 21/06/2002        |
| Jardim Paraíso III                       | 07/03/2003        |
| Jardim Primavera I                       | 07/03/2003        |
| Jardim das Acácias III                   | 09/05/2003        |
| Chiodi                                   | 31/07/2003        |
| JK                                       | 31/07/2003        |
| Vereda Tropical                          | 31/07/2003        |
| Aroldo da Cruz                           | 15/07/2004        |
| Lea Cordeiro                             | 15/07/2004        |
| Jardim Primavera II                      | 23/07/2004        |
| Avenida                                  | 22/11/2004        |
| Tropical Ville                           | 01/04/2005        |
| Chácaras Rio de Pedras                   | 31/08/2005        |
| Alto da Lagoa                            | 11/11/2005        |
| Jardim das Oliveiras                     | 02/01/2006        |
| Cidade Universitária                     | 18/07/2006        |
| Jardim Alvorada                          | 06/10/2006        |
| Novo Paraná                              | 18/06/2007        |
| Chácaras Comerciais Leste                | 03/08/2007        |
| Jardim Ipê                               | 11/10/2007        |
| Jardim Ipê (Redimensionamento)           | 17/01/2008        |
| Cidade Santa Cruz III                    | 29/01/2008        |
| Conquista                                | 26/03/2008        |
| Centro Industrial do Cerrado             | 20/07/2008        |
| Central Park                             | 19/12/2008        |
| Residencial 90                           | 19/12/2008        |
| Setor M3                                 | 19/12/2008        |
| Setor Com. Sul Arnaldo H. Ferreira       | 24/01/2011        |
| 90 Comercial                             | 04/02/2011        |
| Florais Léa II                           | 22/03/2011        |
| Novo Paraíso                             | 03/11/2011        |
| Conquista II                             | 25/11/2011        |
| Campos Elíseos                           | 04/01/2012        |
| Tropical Ville II                        | 16/02/2012        |
| Cidade Universitária II                  | 05/03/2012        |
| Bairro Independente                      | 17/05/2012        |
| Alto dos Cerrados                        | 12/06/2012        |
| Boa Vista                                | 14/06/2012        |
| Parque São José                          | 29/06/2012        |
| Luar dos Cerrado                         | 23/07/2012        |
| Cidade Alta                              | 30/07/2012        |
| Luar do Oeste                            | 27/08/2012        |
| Bosque dos Girassóis 01                  | 07/11/2012        |
| Jardim Sol Nascente                      | 02/12/2012        |
| Jardim das Oliveiras (redimensionamento) | 15/01/2013        |
| Jardim das Oliveiras 2ª Fase             | 15/01/2013        |
| Jardim das Oliveiras 3ª Fase             | 15/01/2013        |
| Cidade do Automóvel                      | 08/04/2013        |
| Novo Paraíso II                          | 29/04/2013        |
| Solar Santa Cruz 1ª etapa                | 14/10/2013        |
| Vista Alegre (MCMV)                      | 17/03/2014        |
| Jardim Alvorada (Redimensionamento)      | 14/05/2014        |
| Sol do Cerrado (MCMV)                    | 13/09/2014        |
| Florais Léa III                          | 16/10/2014        |
| Bosque dos Girassóis 02                  | 11/03/2015        |
| Jardim Europa                            | 26/05/2015        |
| Top Park                                 | 12/11/2015        |
| Solar dos Buritis (MCMV)                 | 18/11/2015        |
| Solar do Oeste                           | 18/11/2015        |
| Jardim do Bem                            | 22/02/2016        |
| Nova Brasília I                          | 31/03/2016        |
| Parque Oeste                             | 20/05/2016        |
| Dom Laurindo                             | 01/12/2016        |
| Sol Nascente II                          | 15/12/2016        |
| Paraíso Leste                            | 19/03/2019        |
| Bosque Malls                             | 13/05/2019        |
| Jardim do Bem (Redimensionamento)        | 20/12/2019        |
| Portal das Águas - Fase I                | 04/11/2020        |
| Vista Verde                              | 04/11/2020        |
| Solar do Oeste (Redimensionamento)       | 10/12/2020        |
| Recanto dos Pássaros                     | 14/12/2020        |
| Nova Brasília II                         | 20/12/2020        |